# 가모 모모요
가모 모모요(일본어: 鴨 桃代, 1948년 10월 11일 ~ )는 일본의 노동운동가이다. 2002년 결성된 전국커뮤니티유니온연합회(전국유니온) 초대 회장을 역임했다.
시즈오카현 시미즈시(현재의 시즈오카시 시미즈구) 출신. 시립 소데시소학교, 시즈오카 후타바 중고등학교를 졸업하고 지바현 지바시의 슈쿠토쿠 대학에 입학, 전공투 운동에 참여했다. 1972년 동대학 사회복지학부를 졸업하고 보육사(당시 호칭은 "보모") 자격으로 지바현 공무원이 된다. 이후 학생 운동에서 알게 된 주오 대학 출신 가모 데쓰토시(鴨 哲登志)와 결혼했다.
슬하 2남을 낳았지만 모두 난치병에 걸리고 장남은 사망했다. 육아와 직업의 양립이 어려워져 퇴직했다. 이후 가모는 일본 사회당 당원이자 사청동 운동가인 남편의 활동을 지원했다. 데쓰토시는 1987년 나라시노시 시의원에 당선되어 이후 5기 20년간 재임했다.
1988년 3월, 지바현 사회당 시의회가 각지에서 진행한 무료 법률 상담을 계기로, 노동조합이 없는 직장에서 일하는 노동자나, 정규직이 아니라서 노조에 가입하지 못하는 비정규직들도 개인 자격으로 가입할 수 있는 유채 유니온이 결성되자 가모는 그 초대 서기장, 동년 9월 위원장에 취임했다. 이후 비정규직의 권리 옹호와 조직화를 진행했다. 1999년 동종조합 연락 조직인 커뮤니티유니온 전국네트워크의 공동대표가 되고, 2002년 11월 3일 결성된 전국유니온 초대 회장에 취임했다. 전국유니온은 일본노동조합총연합회(연합)에 가입 신청을 하여 2003년 6월 26일 승인되었다. 2004년 12월에는 비정규고용포럼 공동대표로 취임했다.
2005년 10월 6일, 가모는 연합회장 선거에 출마, 전국섬유화학식품유통서비스일반노동조합동맹(UI전섬동맹) 회장 다카기 쓰요시와 경합했다. 본래 다카기의 무투표 당선이 예상되었고 가모가 출마한 뒤에도 다카기의 압승이 점쳐졌지만 선거 결과 다카기 323표, 가모는 107표를 얻어 석패했다. 조합원이 3,000명에 불과하여 UI전섬동맹과 비교하면 200분의 1(1/200) 이하 규모인 전국유니온에서 출마한 가모의 득표수가 반향을 불러 가모와 전국유니온은 주목을 받게 되었다.
2007년 4월 22일 나라시노시장 선거에서 전국유니온 위원장으로서 남편에 대한 지지를 호소했지만 남편은 낙선했다. 2008년 말부터 2009년 초까지 소위 "파견해고"에 의해 주거와 소득을 상실하게 된 비정규 노동자에게 식사를 제공하고 생활상담을 하는 신년맞이 파견촌이 기획되었다. 전국유니온은 그 실행위원회에 참여했고 가모도 지원했다.
2013년 5월, 제23회 참의원 의원 통상선거에 사회당의 후신정당인 사회민주당에 입후보를 표명하고, 사회민주당 비례대표 후보로 공천되었다. 이에 따라 전국유니온 위원장을 사임했다. 하지만 선거 결과 낙선했다.